# Secondo (scacchi)
Negli scacchi, il secondo è il collaboratore di un giocatore durante un match o torneo importante. 
Il secondo assiste il giocatore in vari modi, tra cui la preparazione in apertura. Prima che l'aggiornamento delle partite fosse abbandonato (negli anni novanta), il secondo aiutava il giocatore nell'analisi delle partite sospese.
Alcuni esempi:
- Hans Kmoch fu il secondo di Alexander Alekhine nei match per il titolo mondiale  del 1929 e del 1934 contro Efim Bogoljubov.
- Salo Landau fu il secondo di Alekhine nel campionato del mondo del 1935 contro Max Euwe.[2]
- Géza Maróczy fu il secondo di Max Euwe nel campionato del mondo del 1935. [3]
- Isaac Boleslavskij fu il secondo di David Bronštejn nel match per il titolo mondiale del 1951 contro Michail Botvinnik.
- Michail Tal', Jurij Balašov, Evgenij Vasjukov e Jurij Razuvaev furono i secondi di Anatolij Karpov nel campionato del mondo del 1978 contro Viktor Korčnoj.
- Magnus Carlsen fu tra i secondi di Viswanathan Anand nei mondiali del 2007 del 2008 e del 2010.[4][5]